# Friedhof Korneuburg

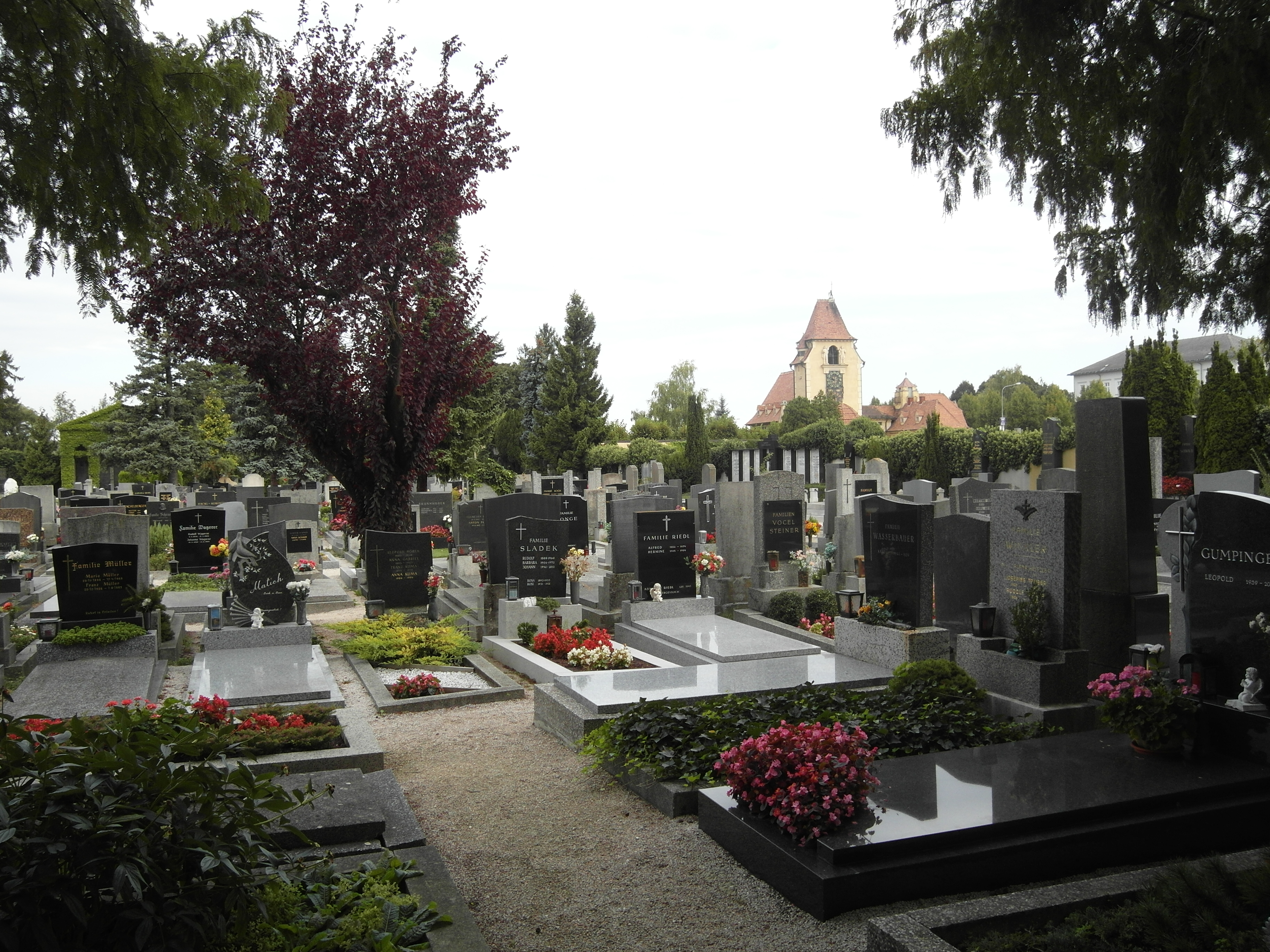
Christlicher Friedhof in Korneuburg

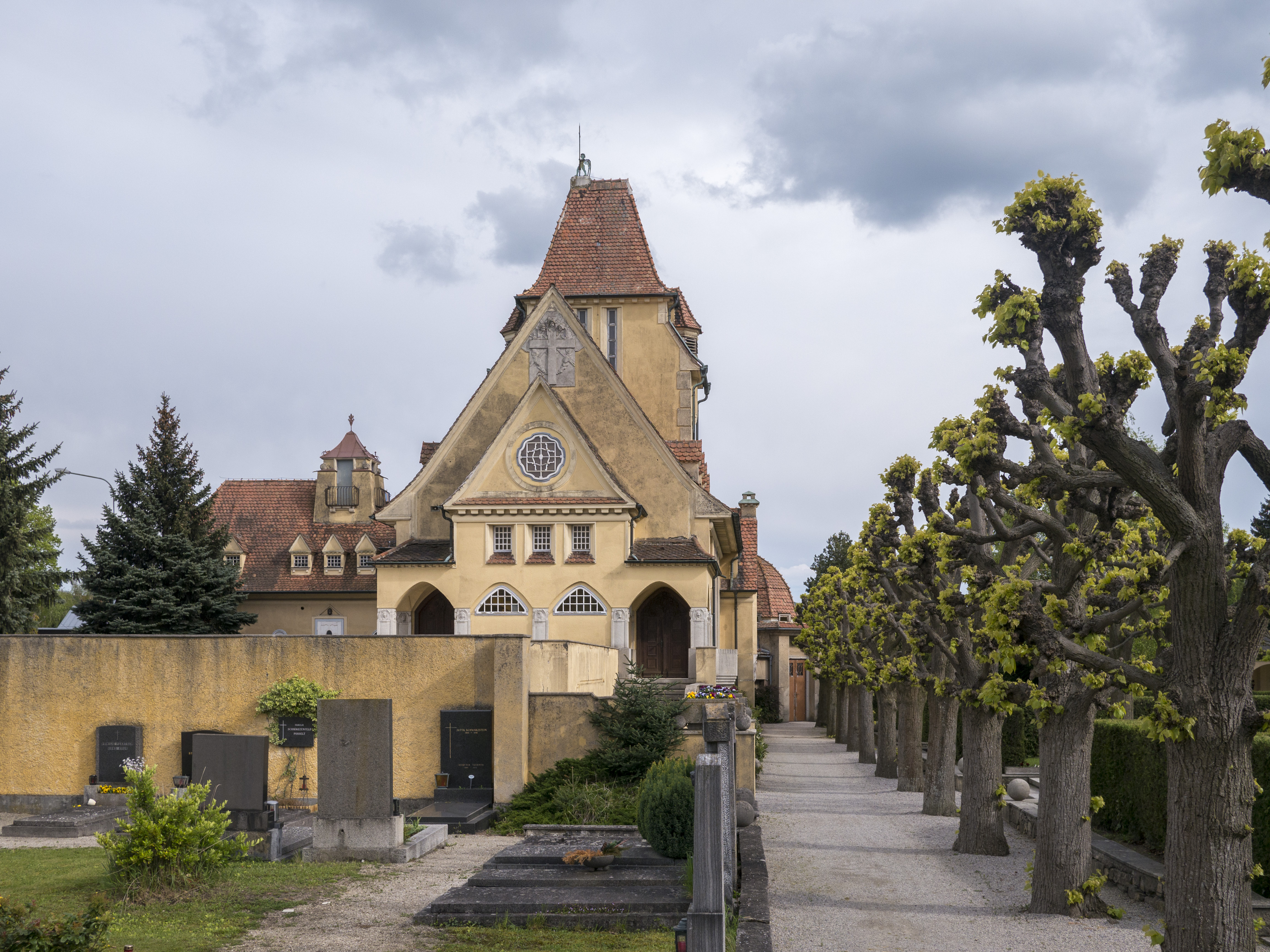
Soldatenfriedhof in Korneuburg

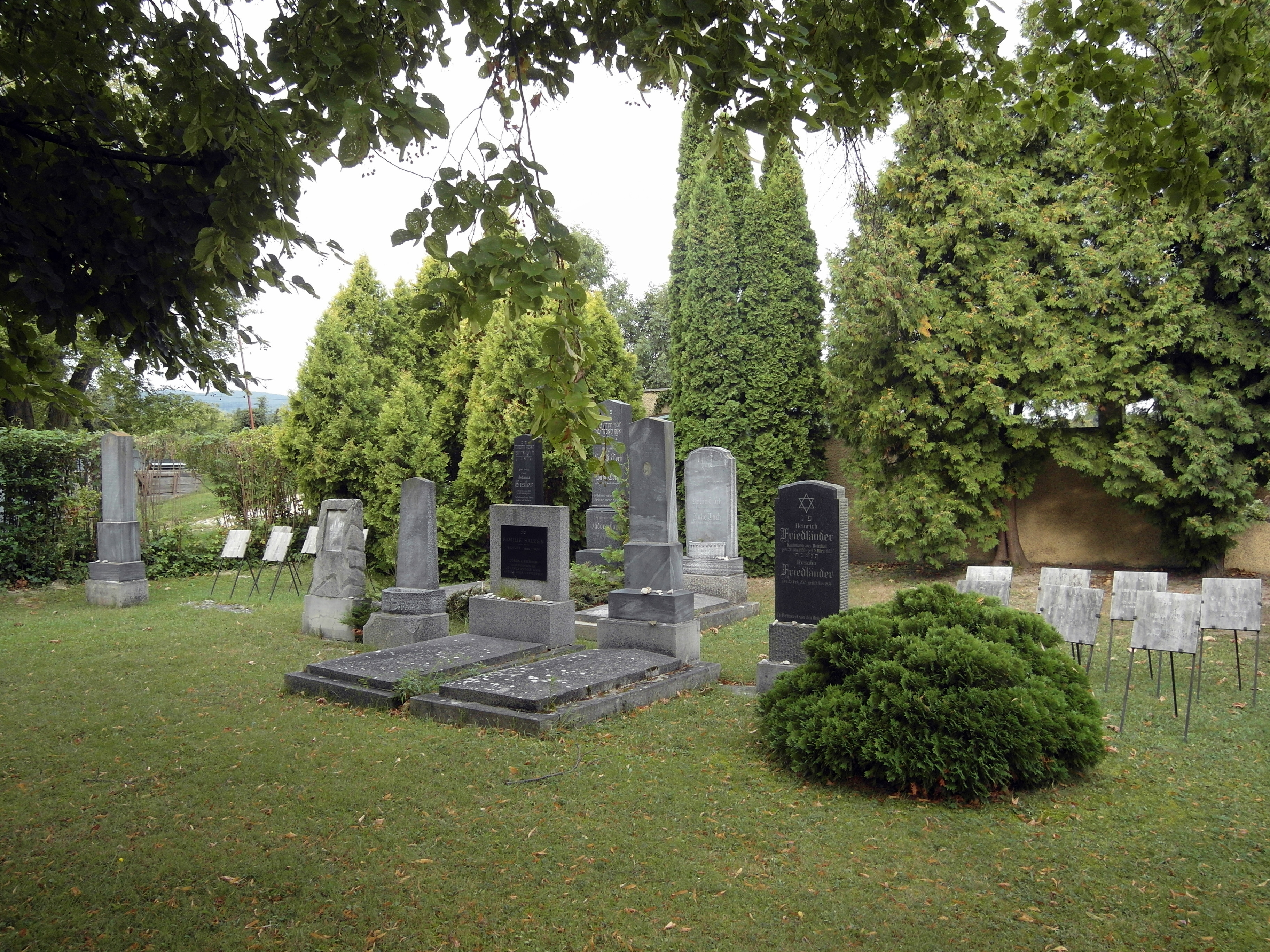
Jüdischer Friedhof in Korneuburg

Der Friedhof Korneuburg liegt in der Stadtgemeinde Korneuburg im Bezirk Korneuburg in Niederösterreich. Der Friedhof besteht aus einer christlichen Abteilung, einer jüdischen Abteilung sowie einem Soldatenfriedhof, dem sogenannten „Heldenfriedhof“. Alle drei Abschnitte stehen unter Denkmalschutz.

## Geschichte
Auf Grund eines Dekretes Kaiser Josef II. wurde 1785 der Friedhof um die Pfarrkirche geschlossen und auf das Muckenauer Feld zur Johannes Kapelle verlegt. Dort wurden schon seit 1639 Grablegungen durchgeführt. Im Jahr 1889 wurde es im Rahmen der ersten Erweiterung ein nicht konfessioneller Kommunalfriedhof. 1891 wurde der Zugangsbau sowie der halbrunde Arkadengang zum Friedhof errichtet und die Bilder des aufgelassenen Kreuzweges vor dem Stockerauer Tor, gemalt von Alois Stoff und kopiert nach Joseph von Führich, hierher verlegt. Auf dem Friedhof steht ein vergoldetes Kreuz aus Eisen, aus Gußwerker Erzguß aus dem Jahr 1830.

## Soldatenfriedhof
In den Jahren 1915 bis 1917 wurde in einer Erweiterung die Anlage des Soldatenfriedhofes nebst Kapelle und einem Obelisken als Denkmal geschaffen. 

## Jüdische Abteilung
Die israelitische Abteilung besteht seit 1915. Sie ist durch gärtnerische Eingriffe vom örtlichen Friedhof abgegrenzt. Auf dem Friedhof, der durch die örtliche Friedhofsverwaltung betreut wird, befinden sich neun Grabsteine sowie zwölf Grabtafeln, die von der Chewra Kadischa gestiftet wurden. Von 1918 bis 1959 wurde dieser Friedhofsabschnitt belegt. Seit 1980 gilt er als eine Gedächtnisstätte.